# AlphaTauri AT04
El AlphaTauri AT04 fue un monoplaza de Fórmula 1 diseñado por Scuderia AlphaTauri para competir en la temporada 2023. El automóvil fue presentado en la ciudad de Nueva York el 11 de febrero de 2023. El monoplaza fue conducido inicialmente por Nyck de Vries y Yuki Tsunoda. A partir del Gran Premio de Hungría, Daniel Ricciardo sustituyó a de Vries. Liam Lawson debutó en Países Bajos en sustitución de Ricciardo hasta Catar.

## Resultados
(Clave) (negrita indica pole position) (cursiva indica vuelta rápida)

| Año     | Motor                   | Neu. | N.º | Pilotos          | 1   | 2   | 3   | 4   | 5   | 6   | 7   | 8   | 9   | 10  | 11  | 12  | 13  | 14  | 15  | 16  | 17  | 18  | 19  | 20  | 21  | 22  | Puntos | Pos. |
| ------- | ----------------------- | ---- | --- | ---------------- | --- | --- | --- | --- | --- | --- | --- | --- | --- | --- | --- | --- | --- | --- | --- | --- | --- | --- | --- | --- | --- | --- | ------ | ---- |
| 2023    | Honda RBPTH001 V6 Turbo | P    |     |                  | BHR | ARA | AUS | AZE | MIA | MON | ESP | CAN | AUT | GBR | HUN | BEL | NED | ITA | SIN | JPN | QAT | USA | MEX | SÃO | LVG | ABU | 25     | 8.º  |
| 2023    | Honda RBPTH001 V6 Turbo | P    | 3   | Daniel Ricciardo |     |     |     |     |     |     |     |     |     |     | 13  | 16  | WD  |     |     |     |     | 15  | 7   | 13  | 14  | 11  | 25     | 8.º  |
| 2023    | Honda RBPTH001 V6 Turbo | P    | 21  | Nyck de Vries    | 14  | 14  | 15† | Ret | 18  | 12  | 14  | 18  | 17  | 17  |     |     |     |     |     |     |     |     |     |     |     |     | 25     | 8.º  |
| 2023    | Honda RBPTH001 V6 Turbo | P    | 22  | Yuki Tsunoda     | 11  | 11  | 10  | 10  | 11  | 15  | 12  | 14  | 19  | 16  | 15  | 10  | 15  | DNS | Ret | 12  | 15  | 8   | 12  | 96  | 18† | 8   | 25     | 8.º  |
| 2023    | Honda RBPTH001 V6 Turbo | P    | 40  | Liam Lawson      |     |     |     |     |     |     |     |     |     |     |     |     | 13  | 11  | 9   | 11  | 17  |     |     |     |     |     | 25     | 8.º  |
| Fuente: |                         |      |     |                  |     |     |     |     |     |     |     |     |     |     |     |     |     |     |     |     |     |     |     |     |     |     |        |      |